# Eochaid Buide
Eochaid Buide fue rey de Dál Riata desde alrededor de 608 hasta que 629. "Buide" se refiere al color amarillo, como el color de su cabello. 
Era un hijo menor de Áedán mac Gabráin y fue elegido heredero de su padre tras la muerte de sus hermanos mayores. En La Vida de San Columba de Adomnán, Columba predice que Eochaid, entonces un niño, sucedería a su padre antes que sus hermanos adultos Artúr, Eochaid Find y Domangart.
En los dos últimos años de su reinado, 627–629, Eochaid gobernaba conjuntamente con Connad Cerr, que murió antes que él.. Eochaid fue sucedido por su hijo Domnall Brecc.
Otros hijos de Eochaid mencionados en el Senchus fer n-Alban son Conall Crandomna, Failbe (que murió en la Batalla de Fid Eoin), Cú-cen-máthair (cuya muerte es informada en los Anales de Ulster en 604), Conall Bec, Connad o Conall Cerr (que pueden ser la misma persona que él Connad Cerr muerto en Fid Eoin), Failbe, Domangart y Domnall Donn.
Según el Fled Dúin na nGéd, Eochaid Buide fue el abuelo de Congal Cáech. La historia tiene rasgos anacrónicos ya que muestra a Eochaid vivo en la época de la batalla de Mag Rath (datada con seguridad en el año de 637), pero es cronológicamente factible que Congal Cáech pudiera ser hijo de una hija de Eochaid  hija si la identificación de Cú-cen-máthair y la datación de su muerte es correcta.